# Coenosia pilipyga
Coenosia pilipyga este o specie de muște din genul Coenosia, familia Muscidae, descrisă de Ringdahl în anul 1930. Conform Catalogue of Life specia Coenosia pilipyga nu are subspecii cunoscute.